# Christoph M. Ohrt

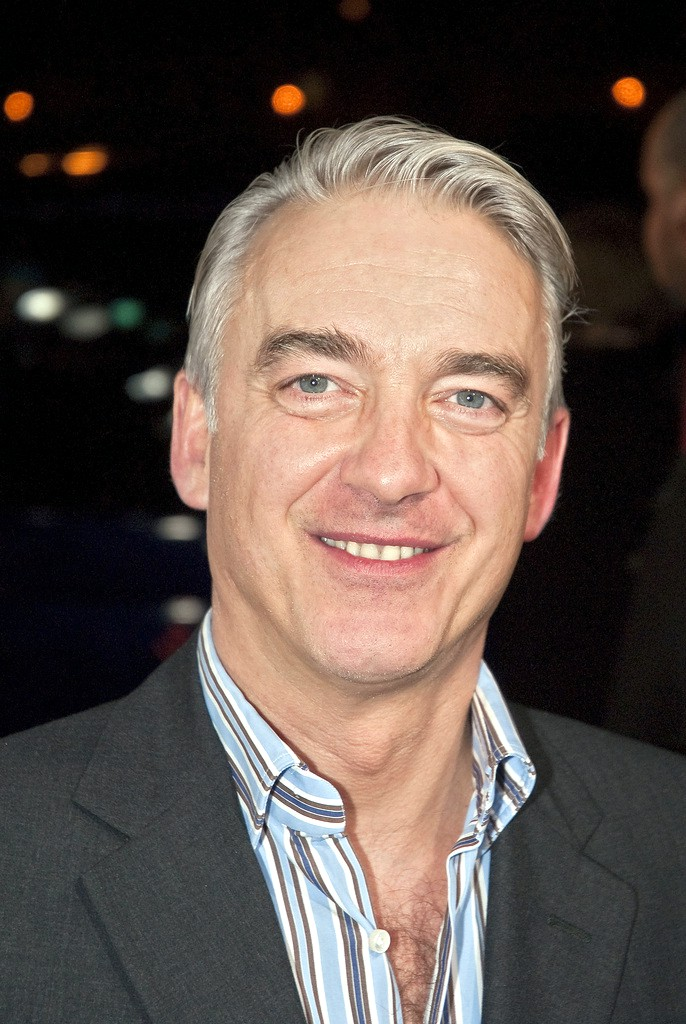
Christoph M. Ohrt, 2008

Christoph Marius Ohrt (* 30. März 1960 in Hamburg) ist ein deutscher Schauspieler. Seinen Durchbruch hatte er 1983 in dem Film Kassensturz. Er spielte bislang in über 110 Film- und Fernsehproduktionen mit.

## Leben

### Herkunft und Ausbildung
Christoph Marius Ohrt, Sohn einer Modezeichnerin und eines Schifffahrtskaufmanns, wuchs gemeinsam mit seinem älteren Bruder in Hamburg auf. Er besuchte das Gymnasium Eppendorf in Hamburg, verließ es jedoch bereits einige Jahre vor dem Abitur, um eine Schauspielausbildung zu beginnen, die er von 1977 bis 1979 in Hamburg bei Hedi Höpfner an der Schauspielschule Bühnenstudio absolvierte.

### Privates
Nachdem Ohrt einige Jahre in New York gelebt hatte, zog er nach Paris und 1988 nach Los Angeles. Dort lebte er bis vor einigen Jahren in Sherman Oaks, einem Stadtteil von Los Angeles, wo er 1992 auch seine spätere Frau kennenlernte. Von dort zog er später mit seiner Familie nach Kleinmachnow bei Potsdam. Seit 2012 lebt er wieder in Berlin.
Christoph M. Ohrt war von 2002 bis 2012 mit der Amerikanerin Stevee DeNike (* 1972) verheiratet und ist Vater einer Tochter (* 1998) und eines Sohnes (* 2001). Seine Frau zog 2011 mit den Kindern zurück nach Kalifornien. Ab 2012 war Orth mit der Schauspielerin Dana Golombek liiert. Im Februar 2020 gab das Paar seine Trennung bekannt.

## Karriere
Seine erste Rolle spielte Christoph M. Ohrt mit 16 Jahren als „betrunkene Mücke“ in der Tieroper Das schlaue Füchslein an der Staatsoper Hamburg. An diese Rolle kam er eher per Zufall. Zur Konfirmation gründete er eine Laienschauspielgruppe, deren Regisseurin zufällig auch Regie-Assistentin der Staatsoper war. Danach spielte er zunächst in einigen kleinen Rollen und hielt sich ab 1979 für einige Zeit in den USA auf, wo er am „Center for the Acting Process“ in New York seine Schauspielausbildung fortsetzte. Dort arbeitete er nach dem Unterricht u. a. im Sekretariat. In dieser Zeit hatte er monatlich oft nicht mehr als 800 Dollar zur Verfügung, womit er Miete, Schauspielschule und den Eintritt sowie die Drinks im legendären Studio 54 bezahlte. In New York wohnte er in der Nähe der Schauspielschule im Stadtteil Hell’s Kitchen in einem Hotel am Times Square, in dem, laut eigener Aussage, u. a. auch Drogendealer und Kleinkriminelle wohnten, welches er anfangs naiv als „Super-Milieustudie“ betrachtete.
1979 entdeckte ihn die Regisseurin Ilse Hofmann für die Rolle eines Hitlerjungen bei den Olympischen Spielen 1936 in Berlin im Film Die Welt in jenem Sommer. Hofmann besetzte ihn auch im Jahr 1983 für die Rolle des Assistenten Klose der Tatort-Kommissarin Hanne Wiegand alias Karin Anselm in der Episode Täter und Opfer. In der ZDF-Fernsehserie Ein Fall für zwei hatte er 1984 an der Seite von Maja Maranow in der Folge Die verlorene Nacht seine erste Gastrolle. Im Laufe seiner Karriere spielte er bis 2009 in fünf weiteren Folgen der Serie mit. Erste regelmäßige Fernsehauftritte hatte er ab der zweiten Staffel von Die Vier aus der Zwischenzeit (damals neben Tamara Rohloff, Alexander Hauff, Claudia Matschulla), als Sitcom-Einlage der ARD-Jugendreihe 45 Fieber (1984–1989).
Sein Kinodebüt in Deutschland folgte 1984 mit dem Film Kassensturz. Ebenfalls unter der Regie von Ilse Hofmann spielte Orth in diversen Folgen der Abenteuer-Serie Auf Achse mit. Er drehte 1987 in Berlin für den US-amerikanischen Fernsehsender ABC Das Rattennest von John Herzfeld. 1989 spielte Ohrt die Hauptrolle als Kneipier Theo Augustin in der 52-teiligen Fernsehserie Das Nest, wobei ihm seine eigenen Erfahrungen als Kellner im Sommer 1982 in einer Berliner Edeldisco zugutekamen.
1991/92 erhielt er ein weiteres Angebot von John Herzfeld aus Los Angeles: In der NBC-Serie The Fifth Corner wirkte Ohrt neben James Coburn mit. 1992 wurde er von Lynn Stalmaster, einem der maßgeblichen Casting-Agenten in den USA, als Bösewicht für die Serie Highlander engagiert. Die Rollen als Edel-Macho Fred 1995 im Kinofilm Nur über meine Leiche von Rainer Matsutani sowie als Hauptkommissar Christoph Schwenk 1996 in dem Kinofilm Echte Kerle ließen ihn in der deutschen Filmszene Fuß fassen. Er wirkte in der Folgezeit in zahlreichen Film- und Fernsehproduktionen mit, darunter auch in  Kinder- und Jugendfilmen, u. a. in dem Märchenfilm Brüderchen und Schwesterchen von 2008.
Dem breiten Publikum wurde er mit der Hauptrolle in der Actionserie HeliCops bekannt, in der er 1998 bis 2000 den Hubschrauberpiloten Karl „Charly“ von Schumann darstellte. Von 2002 bis 2005 spielte er den Rechtsanwalt Felix Edel in der Fernsehserie Edel & Starck und erhielt für diese Rolle im Jahr 2002 den Deutschen Fernsehpreis in der Kategorie „Bester Schauspieler Serie“. Von Februar bis Mai 2007 spielte er den Bürgermeister Johannes Waller in der Serie Allein unter Bauern. Von 2018 bis 2021 war er als Münchner Architekt Jan Steinmann neben Simone Thomalla Teil der Stammbesetzung der Fernsehserie Frühling. Von 2020 bis 2024 war Ohrt in der ARD-Heimatfilmreihe Daheim in den Bergen als Pferdezüchter und Sozialarbeiter Karl Leitner zu sehen.

## Filmografie

### Kino
- 1983: Kassensturz
- 1988: Dann ist nichts mehr wie vorher
- 1990: Die Richterin
- 1995: Nur über meine Leiche
- 1995: Stadtgespräch (Gastauftritt)
- 1996: Nur aus Liebe
- 1996: Echte Kerle
- 1997: Ballermann 6
- 1999: Schnee in der Neujahrsnacht
- 2002: Feuer, Eis & Dosenbier
- 2009: Barfuß bis zum Hals
- 2014: Reach Me – Stop at Nothing
- 2017: Dieter Not Unhappy

### Fernsehen

#### Fernsehfilme
- 1980: Die Welt in jenem Sommer
- 1983: Dingo
- 1988: Das Rattennest
- 1994: Der Prinz und der Prügelknabe
- 1994: Die Bibel – Jakob
- 1995: Willkommen in Babylon
- 1996: Rivalen am Abgrund
- 1997: Die verlorene Tochter
- 1997: Appartement für einen Selbstmörder
- 1997: Geisterstunde – Fahrstuhl ins Jenseits
- 1998: Zärtliche Begierde
- 1999: Biikenbrennen – Der Fluch des Meeres
- 2000: Mord im Swingerclub
- 2001: Jagd auf den Plastiktüten-Mörder
- 2001: Klassentreffen – Mordfall unter Freunden
- 2001: Der Mann, den sie nicht lieben durfte
- 2003: Ein Mann für den 13ten
- 2004: Mogelpackung Mann
- 2006: Die Pirateninsel – Familie über Bord
- 2007: Wiedersehen in Verona
- 2007: Ein Teufel für Familie Engel
- 2008: Freundschaften und andere Neurosen
- 2008: Zwillingsküsse schmecken besser
- 2008: Die Schnüfflerin – Peggy kann’s nicht lassen
- 2008: Immer Wirbel um Marie
- 2008: Liebe im Halteverbot
- 2008: Brüderchen und Schwesterchen (ARD-Märchenfilmreihe Sechs auf einen Streich)
- 2009: Liebe in anderen Umständen
- 2010: Die grünen Hügel von Wales
- 2011: Die Verführung – Das fremde Mädchen
- 2011: Die Tänzerin – Lebe Deinen Traum
- 2012: Das Ende einer Nacht
- 2013: Fliegen lernen
- 2014: Zwei mitten im Leben
- 2014: Nachbarn süß-sauer
- 2015: Zum Teufel mit der Wahrheit
- 2016: Volltreffer
- 2016: Hilfe, wir sind offline!
- 2017: Die Ketzerbraut
- 2017: Die Hochzeitsverplaner
- 2018: Ein Sommer auf Mallorca
- 2018: Kinderüberraschung
- 2019: Camping mit Herz

#### Fernsehserien und -reihen
- 1983: Teufelsmoor (Folge Heinrich Kehdings Hoffnung (1939))
- 1984–1989: 45 Fieber – Die Vier aus der Zwischenzeit
- 1984: Ein Fall für zwei (Folge Die verlorene Nacht)
- 1984: Tatort: Täter und Opfer
- 1987: Duett in Bonn (Folge Rumäne auf Eis)
- 1988: Dortmunder Roulette
- 1989: Auf Achse (6 Folgen)
- 1989–1992: Das Nest (52 Folgen)
- 1991: Leo und Charlotte
- 1991: Ein Fall für zwei (Folge Filmriss)
- 1992: Tatort: Unversöhnlich
- 1992: Highlander (Folge Revenge Is Sweet)
- 1992: Praxis Bülowbogen (Folge Fataler Vorwand)
- 1993: Glückliche Reise – Ibiza
- 1993: Ein Fall für zwei Folge  Mann hinter Vorhang ,  Böses Erwachen
- 1995: Und tschüss! (2 Folgen)
- 1996: Die Kommissarin (Folge Banküberfall)
- 1996: Die Drei (Folge Das Ende eines Killers)
- 1996: Der Fahnder (Folge Blutspur)
- 1997: Doppelter Einsatz (Folge Der Mörder mit der Maske)
- 1997: Tatort: Alptraum
- 1998–2001: HeliCops – Einsatz über Berlin (27 Folgen)
- 2002–2005: Edel & Starck (52 Folgen)
- 2006: Ein Fall für zwei (Folge Blutige Liebesgrüße)
- 2006: Der letzte Zeuge (Folge Das rosa Lächeln)
- 2007: Allein unter Bauern (10 Folgen)
- 2007: Die Märchenstunde: König Drosselbart – Der Schöne und das Biest
- 2008: Dell & Richthoven (4 Folgen)
- 2010: Pfarrer Braun: Grimms Mördchen
- 2012–2013: Notruf Hafenkante (4 Folgen)
- 2013: Der Bergdoktor – Lügen & Wahrheiten
- 2013: Tatort: Puppenspieler
- 2013: Das Traumschiff: Malaysia
- 2014: Alarm für Cobra 11 – Die Autobahnpolizei (Folge Der Beschützer)
- 2015, 2023: Rosamunde Pilcher – Ghostwriter, Liebe ist die beste Therapie
- 2015: Der Staatsanwalt (Folge Ein verführerisches Spiel)
- 2016: Wilsberg: Mord und Beton
- 2016–2017, 2020: Die Kanzlei
- 2017: Inga Lindström: Das Haus am See
- 2018: Der Alte (Folge In voller Absicht)
- 2018–2023: Frühling
  - 2018: Mehr als Freunde
  - 2018: Gute Väter, schlechte Väter
  - 2018: Wenn Kraniche fliegen
  - 2018: Am Ende des Sommers
  - 2019: Familie auf Probe
  - 2019: Lieb mich, wenn du kannst
  - 2019: Das verlorene Mädchen
  - 2020: Genieße jeden Augenblick
  - 2020: Spuren der Vergangenheit
  - 2020: Liebe hinter geschlossenen Vorhängen
  - 2020: Keine Angst vorm Leben
  - 2021: Mit Regenschirmen fliegen
  - 2021: Schmetterlingsnebel
  - 2021: Große kleine Lügen
  - 2021: Ich sehe was, was du nicht siehst
  - 2021: Weihnachtsgrüße aus dem Himmel
  - 2022: Alte Liebe, neue Liebe
  - 2023: Kleiner Engel, kleiner Teufel
- 2018: Das Traumschiff: Hawaii
- 2020: Falk (Folge Der letzte Dandy)
- 2020–2024: Daheim in den Bergen (7 Folgen)
  - 2020: Väter
  - 2020: Auf neuen Wegen
  - 2021: Brüder
  - 2021: Die Bienenkönigin
  - 2023: Die Zweitgeborenen
  - 2023: Alte Pfade – Neue Wege
  - 2024: Wunsch und Wirklichkeit
- 2021: Das Traumschiff: Malediven/Thaa Atoll
- 2023: Inga Lindström: Die Süße des Lebens
- 2023: Die Comedy-Märchenstunde: König Drosselbart

## Auszeichnungen
- 2002: Deutscher Fernsehpreis in der Kategorie „Bester Schauspieler Serie“
- 2003: Bayerischer Fernsehpreis
- 2010: Deutscher Comedypreis in der Kategorie „Beste TV-Komödie“